# Мандриченко, Константин Николаевич
Константин Мандриченко (рум. Constantin Mandricenco; род. 19 февраля 1991 года; Тирасполь, Молдавская ССР, СССР) — молдавский футболист. В настоящее время полузащитник клуба «Динамо-Авто».

## Карьера
Константин Мандриченко является воспитанником футбольного клуба «Шериф». Начал свою профессиональную карьеру именно в этом клубе в 2008 году. В общей сложности, в составе «Шерифа», Мандриченко выступал до 2010 года и за это время сыграл в девятнадцати матчах и забил один гол. В 2011 году он подписал контракт с армянским клубом «Мика» из Еревана. В составе «Мики», Константин Мандриченко выступал один сезон и за это время сыграл в двадцати пяти матчах и забил четыре гола. Также, Мандриченко выступал за другие армянские клубы, такие как: «Импульс» и «Улисс».
В 2012 году он вернулся в Молдову и подписал контракт с клубом «Тирасполь» из одноименного города. В составе «Тирасполя», Мандриченко сыграл всего лишь в четырёх матчах и в 2014 году перешёл в ещё один тираспольский клуб «Динамо-Авто». В 2015 году он подписал контракт с самаркандским «Динамо» из Узбекистана. В том же году вернулся в Молдавию и перешёл в «Динамо-Авто».

## Достижения
«Шериф»
- Чемпион Молдовы: 2008/2009, 2009/2010
- Обладатель Кубка Молдовы: 2008/2009, 2009/2010
- Обладатель Кубка Чемпионов Содружества: 2009

«Тирасполь»
- Обладатель Кубка Молдовы: 2012/2013
- Бронзовый призёр Национального дивизиона Молдовы: 2012/2013

«Мика»
- Обладатель Кубка Армении: 2011

«Импульс»
- Финалист Кубка Армении: 2012